# Hermosa
Hermosa ist eine philippinische Stadtgemeinde in der Provinz Bataan. Sie hat 65.862 Einwohner (Zensus 1. August 2015). Der Bataan-Nationalpark und der Berg Natib liegen im Südwesten der Gemeinde.

## Name
Hermosa ist das spanische Wort für schön. 

## Baranggays
Hermosa ist administrativ unterteilt in 23 Baranggays.
| - A. Rivera (Pob.) - Almacen - Bacong - Balsic - Bamban - Burgos-Soliman (Pob.) - Cataning (Pob.) - Culis - Daungan (Pob.) - Mabiga - Mabuco - Maite | - Mambog - Mandama - Palihan - Pandatung - Pulo - Saba - San Pedro (Pob.) - Santo Cristo (Pob.) - Sumalo - Tipo - Judge Roman Cruz Sr. (Mandama) - Sacrifice Valley |